# Cyanosesia tonkinensis
Cyanosesia tonkinensis is een vlinder uit de familie wespvlinders (Sesiidae), onderfamilie Sesiinae.
Cyanosesia tonkinensis is voor het eerst wetenschappelijk beschreven door Gorbunov & Arita in 1995. De soort komt voor in het Oriëntaals gebied.